# 伊沃·维克托
伊沃·维克托（捷克語：Ivo Viktor，1942年5月21日—），捷克男子足球运动员，司职守门员。他曾代表捷克斯洛伐克国家队参加1970年国际足联世界杯和1976年欧洲足球锦标赛，其中1976年欧锦赛获得冠军。